# 圣让多尔蒙
圣让多尔蒙（法語：Saint-Jean-d'Ormont，法語發音：[sɛ̃ ʒɑ̃ dɔʁmɔ̃] ⓘ）是法国大东部大区孚日省的一个市镇，位于该省东北部，孚日圣迪耶市区东北，属于孚日圣迪耶区和孚日圣迪耶城市圈公共社区。

## 地理
圣让多尔蒙（48°19'59"N, 6°59'17"E）面积5.29 平方千米，位于法国大東部大區孚日省，该省份为法国东北部内陆省份，北起默兹省和默尔特-摩泽尔省，西接上马恩省，南至上索恩省和贝尔福地区省，东临上莱茵省和下莱茵省。
与圣让多尔蒙接壤的市镇（或旧市镇、城区）包括：邦德萨、德尼派尔、孚日圣迪耶。

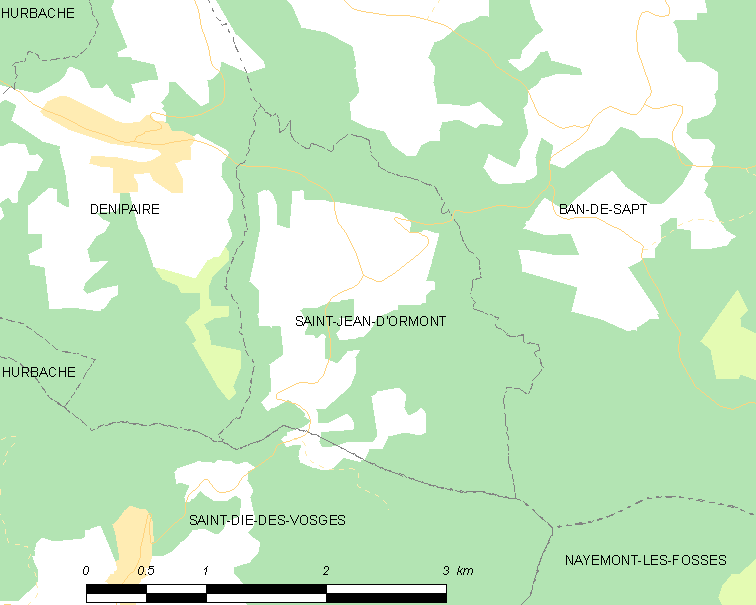
圣让多尔蒙的OSM定位图

圣让多尔蒙的时区为UTC+01:00、UTC+02:00（夏令时）。

## 行政
圣让多尔蒙的邮政编码为88210，INSEE市镇编码为88419。

## 政治
圣让多尔蒙所属的省级选区为拉翁莱塔普县。

## 人口

1962-2008年间圣让多尔蒙人口变化图示

圣让多尔蒙于2022年1月1日时的人口数量为128人。